# Kuaishou
Kuaishou (Chinees: 快手) is een Chinese sociale media-app, ook in andere landen een grote populariteit heeft verworven: in 2018 voerde het de lijst van 'meest gedownloade app' aan bij Google Play en Apple App Store in Zuid-Korea, Vietnam, de Filipijnen, Rusland, Thailand, Indonesië en Turkije. Buiten China wordt de app vaak 'Kwai' genoemd.
Kuaishou ontstond in maart 2011 als "GIF Kuaishou", een app om GIF-figuurtjes te maken en te delen. In november 2012 werd het een platform om korte video's op te nemen en te delen. De app bleek vooral een succes bij gewone gebruikers, en bij inwoners van kleinere Chinese steden en dorpen. Gebruikers kunnen video’s of selfies opnemen, en dan bewerken met visuele effecten, filters en vrije muziekclips om de content leuk en onderhoudend te maken. En ten slotte delen ze hun creaties via de Kuaishou-app zodat iedereen ze kan zien. Kuaishou heeft een uitgebouwd en multimodaal sociaal begripsysteem dat video's kan verspreiden op basis van voorkeuren, volgers en klikgeschiedenis.
In 2013 had de app al 100 miljoen dagelijkse gebruikers, in 2019 telde men meer dan 200 miljoen actieve dagelijkse gebruikers. Toch kondigde de bedrijfsleiding medio 2019 reorganisaties aan, uit teleurstelling over de volgens hen “te langzame groei” van het bedrijf.
In 2020 werd een samenwerking aangekondigd met het e-commerce bedrijf JD.com met het oog op de verkoop via life streaming, onder meer door Alibaba.

## Bedrijf
Kuaishou is ontwikkeld door Beijing Kuaishou Technology Co. Ltd, een niet-beursgenoteerde naamloze vennootschap, met als aandeelhouders onder andere het technologiebedrijf Tencent. Het bedrijf werd in 2011 opgericht door twee Chinese miljardairs, Cheng Yixiao en Su Hua. De laatste had eerder als ingenieur gewerkt voor zowel Google als Baidu. Het hoofdkantoor is gelegen in het district Haidan van Peking. 

## Zynn
In mei 2020 lanceerde Kuaishou Zynn, een video-app die sprekend lijkt op TikTok. Van bij de lancering boekte Zynn snel succes, onder meer omdat het beloofde gebruikers te betalen om naar de video’s te kijken, en meteen over een groot aantal video’s beschikte. Een aantal gebruikers klaagden er echter over dat hun video’s zonder toestemming waren overgenomen van andere platforms. Google zou daarom de app verwijderen uit de App Store. Toen dat op 9 juni gebeurde, verschenen prompt een aantal sterk op Zynn gelijkende apps bij Google Play.